# Karitsa
Karitsa (en griego: Καρίτσα) es un pueblo de las tierras bajas del antiguo municipio de Díon, que forma parte del municipio de Dion-Olympos, en la unidad regional de Pieria en Macedonia Central, Grecia. En el censo de 2001 su población era de 2025 habitantes. Se halla a 13 km al sur de Katerini.